# ニューヨークのパークウェイ

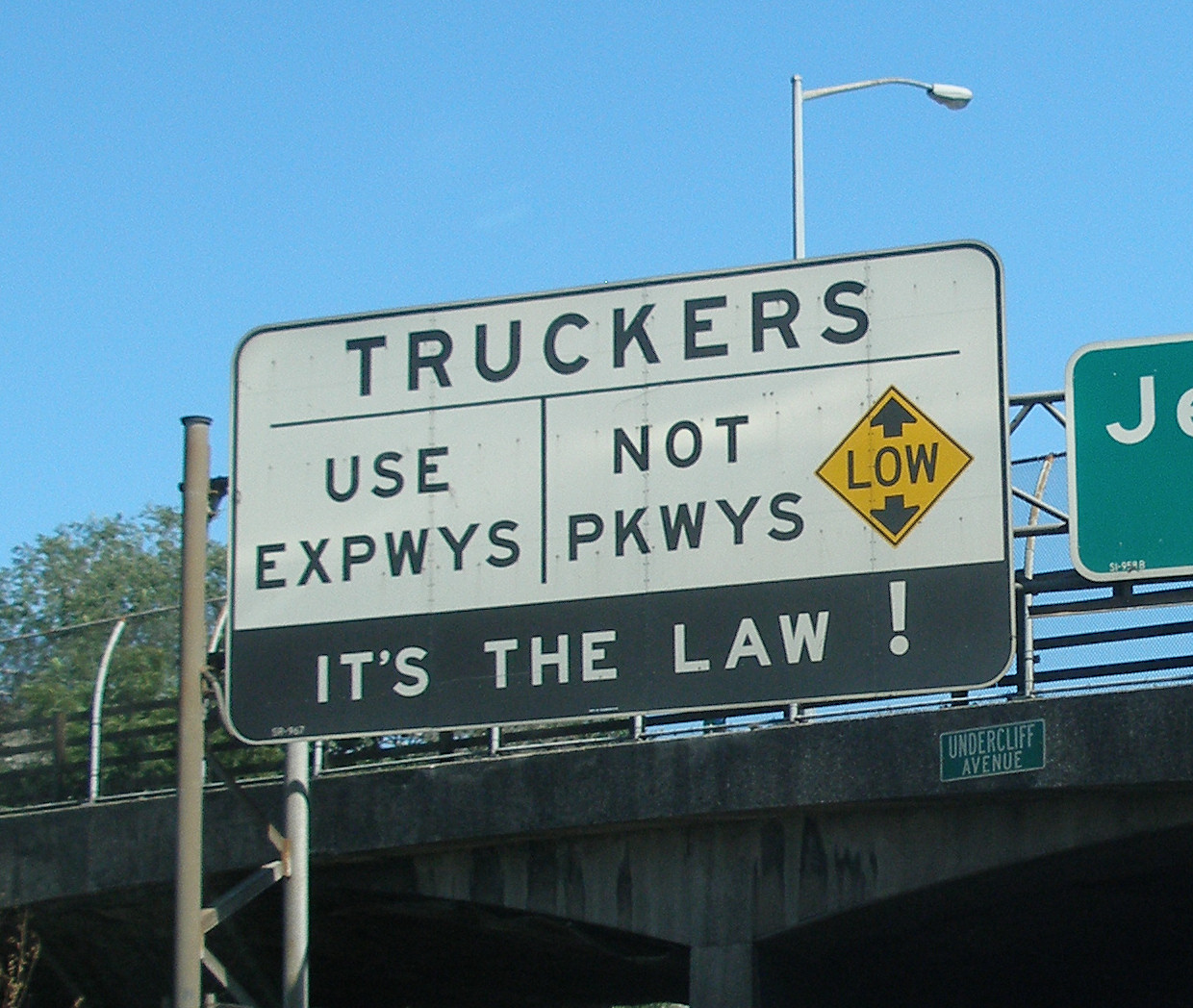
トラックの運転手にパークウェイは通行禁止であることを示す標識

ニューヨーク州のパークウェイの大部分は、公的機関および民間機関が所有するニューヨーク州全体の公園道路（パークウェイ）システムの一部であるが、そのほとんどはメトロポリタン・トランスポーテーション・オーソリティにより維持管理されている。ハドソンバレーとロングアイランドには、州のシステムにはふくまれていない公園道路もある。州のパークウェイシステムの道路は、最初に建設された自動車専用道路の1つだった。これらの道路は上下線が分離されておらず、横断は許可されていなかったが、交差する道路との平面交差点があった。民間資金により造られたロングアイランド・モーター・パークウェイの一部は、有料道路として運用を開始した最初の自動車専用道路であり、交差点をなくすために橋や高架を使用した最初の道路だった。
個々の公園道路の構成は大きく異なっている。スプレイン・ブルック・パークウェイのように、構造的にはフリーウェイと同等であるのに対し、セブン・レイクス・ドライブのように、2車線の上下線非分離の一般道の形態のものもある。公園道路の大部分は、20世紀初頭に州の公園道路システムが最初に導入されたニューヨーク州南東部にある。

## 州の公園道路
州の公園道路システムは、ニューヨーク市近郊に景観の良い4車線道路を提供することを目的として始められた。このシステムの最初の区間は、1908年に供用開始された。初期に建設された道路の多くは、高速化要件を満たし通行量増加に対応するために、再設計され造りかえられた。ニューヨーク市北部にある後期に造られた区間では、広い中央分離帯があり、給油施設とトイレのあるサービスエリアも整備された。1930年代に都市設計者のロバート・モーゼスが、ニューヨーク市エリアのパークウェイシステムを開発した。
これらの公園道路の多くは、ロングアイランド・ステートパーク委員会 (LISPC)、ニューヨーク市公園局、タコニック・ステートパーク委員会 (TSPC)、ウェストチェスターカウンティ・パーク委員会 (WCPC)、パリセーズ州間公園委員会 (PIPC) などの地域機関によって建設された。現在これらのほとんどの道路は、所有機関に関係なく、ニューヨーク市外の部分はニューヨーク州交通局、ニューヨーク市内の部分はニューヨーク市運輸局によって維持管理されている。
今日、州の公園道路は、いくつかの例外を除いて、米国の他の地域で建設されているフリーウェイもしくは高速道路（エクスプレスウェイ）と同等の構造である。例外のひとつめは、これらの道路の多くは、自動車用の道路を建設する経験を積む前に設計されたものであり、また、交通量の増加に対応して拡幅されたため、多くの公園道路には路肩がほとんどないことである。また、当初の道路の目的が、交通の効率ではなく景観に重点を置いていたため、多くの公園道路は曲がりくねっており、川に沿って建設されていることが多く、多くのカーブがある。最後に、ほとんどの場合、立体交差部には低い装飾的な石のアーチが使われており、商用車、トラック、トラクターのトレーラーは公園道路の通行を禁止されている。マンハッタンを通過する州間高速道路は、マンハッタン島北部を東西に横切る州間高速道路95号線のみのため、ほぼすべてのトラックが一般道を通行している。

### 州の公園道路の一覧
| 名称 | 名称 | 供用開始年 | 地域                 | 始点                         | 終点                         | 所有者                                                                                       | 管理者                                                                           |
| ---- | --- | ---------- | -------------------- | ---------------------------- | ---------------------------- | -------------------------------------------------------------------------------------------- | -------------------------------------------------------------------------------- |
|      | ベイ・パークウェイ                                                                                               | 1892       | ニューヨーク市       | ブルックリン                 | ブルックリン                 | ニューヨーク州交通局/ニューヨーク市運輸局                                                    | ニューヨーク州交通局                                                             |
|      | ベイ・パークウェイ (ジョーンズビーチ)                                                                            | 不明       | ロングアイランド     | ジョーンズビーチ州立公園     | ョーンズビーチ州立公園       | ニューヨーク州立公園、レクリエーション、歴史保存局                                           | ニューヨーク州交通局                                                             |
|      | ベア・マウンテン・ステート・パークウェイ                                                                         | 1932       | ハドソンバレー       | ピークスキル                 | コートランド                 | ニューヨーク州交通局                                                                         | ニューヨーク州交通局                                                             |
|      | ベルト・パークウェイ                                                                                             | 1941       | ニューヨーク市       | ブルックリン                 | クイーンズ                   | ニューヨーク州交通局/ニューヨーク市運輸局                                                    | ニューヨーク州交通局/ニューヨーク市運輸局                                        |
|      | ぺスページ・ステート・パークウェイ                                                                               | 1936       | ロングアイランド     | マッサピークア               | ベスページ州立公園           | ニューヨーク州立公園、レクリエーション、歴史保存局                                           | ニューヨーク州交通局                                                             |
|      | ブロンクス・リバー・パークウェイ                                                                                 | 1908       | ハドソンバレー       | ブロンクス                   | ニューキャッスル             | ニューヨーク市運輸局/ウェストチェスター郡                                                    | ニューヨーク市運輸局/ウェストチェスター郡                                        |
|      | クロス・カウンティ・パークウェイ                                                                                 | 1947       | ハドソンバレー       | ヨンカーズ                   | ニューロシェル               | ニューヨーク州交通局                                                                         | ニューヨーク州交通局                                                             |
|      | クロス・アイランド・パークウェイ                                                                                 | 1940       | ニューヨーク市       | クイーンズ                   | クイーンズ                   | ニューヨーク市運輸局                                                                         | ニューヨーク市運輸局                                                             |
|      | イースタン・パークウェイ                                                                                         |            | ニューヨーク市       | ブルックリン                 | ブルックリン                 |                                                                                              |                                                                                  |
|      | フランクリン・D・ルーズベルト・イースト・リバー・ドライブ                                                        | 1955       | ニューヨーク市       | バッテリー・パーク・シティ   | イーストハーレム             | ニューヨーク州交通局/ニューヨーク市運輸局                                                    | ニューヨーク州交通局/ニューヨーク市運輸局                                        |
|      | グランド・セントラル・パークウェイ                                                                               | 1936       | ニューヨーク市       | アストリア                   | ドウグラストン–リトルネック  | ニューヨーク州交通局                                                                         | ニューヨーク州交通局                                                             |
|      | ハーレム・リバー・ドライブ                                                                                       | 1964       | ニューヨーク市       | イーストハーレム             | フォートジョージ             | ニューヨーク州交通局                                                                         | ニューヨーク州交通局                                                             |
|      | ヘックシャー・ステート・パークウェイ                                                                             | 1959       | ロングアイランド     | ウエスト・アイスリップ       | ヘックシャー州立公園         | ニューヨーク州立公園、レクリエーション、歴史保存局                                           | ニューヨーク州交通局                                                             |
|      | ヘンリー・ハドソン・パークウェイ                                                                                 | 1937       | ニューヨーク市       | マンハッタン                 | ヨンカーズ                   | ニューヨーク州交通局/ニューヨーク市運輸局/ニューヨーク・ニュージャージー港湾公社             | ニューヨーク州交通局/ニューヨーク市運輸局/ニューヨーク・ニュージャージー港湾公社 |
|      | ハッチンソン・リバー・パークウェイ(Hutchinson River Parkway)                                                     | 1928       | ハドソンバレー       | ブロンクス                   | ライブルック                 | ニューヨーク州交通局/ニューヨーク市運輸局                                                    | ニューヨーク州交通局/ニューヨーク市運輸局                                        |
|      | ジャッキー・ロビンソン・パークウェイ(Jackie Robinson Parkway)                                                    | 1935       | ニューヨーク市       | ブルックリン                 | クイーンズ                   | ニューヨーク市運輸局                                                                         | ニューヨーク州交通局                                                             |
|      | コリアン・ウォー・ヴェテランズ・パークウェイ(Korean War Veterans Parkway)                                        | 1972       | ニューヨーク市       | プレザント・プレインズ       | グリーンリッジ               | ニューヨーク州交通局/ニューヨーク市運輸局                                                    | ニューヨーク州交通局/ニューヨーク市運輸局                                        |
|      | レイク・オンタリオ・ステート・パークウェイ(Lake Ontario State Parkway)                                           |            | ニューヨーク州西部   | カールトン                   | ロチェスター                 | ニューヨーク州交通局/ニューヨーク市運輸局/ニューヨーク州立公園、レクリエーション、歴史保存局 | ニューヨーク州交通局/ニューヨーク市運輸局                                        |
|      | リトル・ネック・パークウェイ(Little Neck Parkway)                                                                |            | ニューヨーク市       | クイーンズ                   | クイーンズ                   |                                                                                              |                                                                                  |
|      | レイク・ウェルチ・パークウェイ(Lake Welch Parkway)                                                               | 1971       | ハドソンバレー       | ハリマン州立公園内           | ハリマン州立公園内           | パリセーズ州間公園委員会                                                                     | ニューヨーク州交通局                                                             |
|      | ロング・マウンテン・パークウェイ(Long Mountain Parkway)                                                          |            | ハドソンバレー       | ハリマン州立公園             | ベア・マウンテン州立公園     | ニューヨーク州交通局                                                                         | ニューヨーク州交通局                                                             |
|      | ループ・パークウェイ(Loop Parkway)                                                                               | 1934       | ロングアイランド     | リドビーチ                   | ジョーンズビーチ州立公園     | ニューヨーク州立公園、レクリエーション、歴史保存局                                           | ニューヨーク州交通局                                                             |
|      | メドウブルック・ステート・パークウェイ(Meadowbrook State Parkway)                                                | 1934       | ロングアイランド     | ジョーンズビーチ州立公園     | ウェストベリー               | ニューヨーク州立公園、レクリエーション、歴史保存局                                           | ニューヨーク州交通局                                                             |
|      | モショル・パークウェイ(Mosholu Parkway)                                                                          | 1937       | ニューヨーク市       | ブロンクスパーク             | ヴァン・コートランド・パーク | ニューヨーク州交通局/ニューヨーク市運輸局                                                    | ニューヨーク州交通局/ニューヨーク市運輸局                                        |
|      | ナイアガラ・シーニック・パークウェイ(Niagara Scenic Parkway)                                                     |            | ニューヨーク州西部   | ナイアガラフォールズ         | ポーター                     | ニューヨーク州立公園、レクリエーション、歴史保存局                                           | ニューヨーク州交通局                                                             |
|      | ノーザン・ステート・パークウェイ(Northern State Parkway)                                                         | 1931       | ロングアイランド     | リトルネック                 | コマック                     | ニューヨーク州立公園、レクリエーション、歴史保存局                                           | ニューヨーク州交通局                                                             |
|      | オーシャン・パークウェイ-ブルックリン(Ocean Parkway)                                                             |            | ニューヨーク市       | ブルックリン                 | ブルックリン                 |                                                                                              |                                                                                  |
|      | オーシャン・パークウェイ-ロングアイランド(Ocean Parkway)                                                         |            | ロングアイランド     | ジョーンズビーチ州立公園     | キャプツリー州立公園         | ニューヨーク州立公園、レクリエーション、歴史保存局                                           | ニューヨーク州交通局                                                             |
|      | パリセーズ・インターステート・パークウェイ(Palisades Interstate Parkway)                                         | 1958       | ハドソンバレー       | フォートリー                 | ベア・マウンテン州立公園     | パリセーズ州間公園委員会                                                                     | ニューヨーク州交通局/ニュージャージー交通局                                      |
|      | ぺラム・パークウェイ(Pelham Parkway)                                                                             |            | ニューヨーク市       | ブロンクス                   | ペラム・ベイ・パーク         | ニューヨーク市運輸局                                                                         | ニューヨーク市運輸局                                                             |
|      | プロスペクト・マウンテン・ヴェテランズ・メモリアル・ハイウェイ(Prospect Mountain Veterans Memorial Highway)      | 1969       | アディロンダック山地 | レイクジョージ               | プロスペクト山               | ニューヨーク州環境保全省                                                                     | ニューヨーク州環境保全省                                                         |
|      | ロバート・モーゼス・コーズウェイ(Robert Moses Causeway)                                                          |            | ロングアイランド     | ロバート・モーゼス州立公園   | ウェスト・アイスリップ       | ニューヨーク州立公園、レクリエーション、歴史保存局                                           | ニューヨーク州交通局                                                             |
|      | ロッカウェイ・パークウェイ(Rockaway Parkway)                                                                     |            | ニューヨーク市       | ブルックリン                 | ブルックリン                 |                                                                                              |                                                                                  |
|      | サグティコス・ステート・パークウェイ(Sagtikos State Parkway)                                                     | 1952       | ロングアイランド     | ウェスト・アイスリップ       | コマック                     | ニューヨーク州立公園、レクリエーション、歴史保存局                                           | ニューヨーク州交通局                                                             |
|      | ソー・ミル・リバー・パークウェイ(Saw Mill River Parkway)                                                         | 1954       | ハドソンバレー       | ヴァン・コートランド・パーク | ベッドフォード               | ニューヨーク州立公園、レクリエーション、歴史保存局                                           | ニューヨーク州交通局                                                             |
|      | セブン・レイクス・ドライブ(Seven Lakes Drive)                                                                    |            | ハドソンバレー       | スロースバーグ               | ベア・マウンテン州立公園     | パリセーズ州間公園委員会                                                                     | ニューヨーク州交通局                                                             |
|      | サザン・ステート・パークウェイ(Southern State Parkway)                                                           | 1949       | ロングアイランド     | ヴァレーストリーム           | ウェスト・アイスリップ       | ニューヨーク州立公園、レクリエーション、歴史保存局                                           | ニューヨーク州交通局                                                             |
|      | スプレイン・ブルック・パークウェイ(Sprain Brook Parkway)                                                         | 1961       | ハドソンバレー       | ヨンカーズ                   | ホーソーン                   | ニューヨーク州交通局                                                                         | ニューヨーク州交通局                                                             |
|      | サンケン・メドウ・ステート・パークウェイ(Sunken Meadow State Parkway)                                            | 1957       | ロングアイランド     | コマック                     | サンケンメドウ州立公園       | ニューヨーク州立公園、レクリエーション、歴史保存局                                           | ニューヨーク州交通局                                                             |
|      | タコニック・ステート・パークウェイ(Taconic State Parkway)                                                        | 1925       | ハドソンバレー       | ノースキャッスル             | イーストチャタム             | ニューヨーク州交通局                                                                         | ニューヨーク州交通局                                                             |
|      | ワンター・ステート・パークウェイ(Wantagh State Parkway)                                                          | 1929       | ロングアイランド     | ジョーンズビーチ州立公園     | ウェストベリー               | ニューヨーク州立公園、レクリエーション、歴史保存局                                           | ニューヨーク州交通局                                                             |
|      | ホワイトフェイス・マウンテン・ヴェテランズ・メモリアル・ハイウェイ(Whiteface Mountain Veterans Memorial Highway) | 1935       | アディロンダック山地 | ウィルミントン               | ホワイトフェイス・マウンテン | ニューヨーク州環境保全省                                                                     | ニューヨーク州環境保全省                                                         |

## その他のパークウェイ
ニューヨークの一部の地域には、州当局が所有・管理していないパークウェイが存在している。たとえば、ウェストチェスター郡には元々タコニックステートパーク委員会 (TSPC) とウェストチェスターカウンティパーク委員会 (WCPC) が管轄していた道路がある。また、サフォーク郡は、旧ロングアイランドモーターパークウェイ (LIMP) の一部を保全し、元々ロングアイランステートパーク委員会 (LISPC) が確保していた土地に独自の道路を建設した。サフォーク郡西部のロングアイランドモーターパークウェイの残りの部分は、ヴァンダービルトモーターパークウェイと名付けられ、自動車専用道路から一般道に変えられ、通行制限もなくなった。

### その他のパークウェイ一覧
| 名称 | 名称                                                                      | 供用開始年 | 地域             | 始点                             | 終点                             | 所有者                   | 管理者                   |
| ---- | ------------------------------------------------------------------------- | ---------- | ---------------- | -------------------------------- | -------------------------------- | ------------------------ | ------------------------ |
|      | アーデン・ヴァレー・ロード(Arden Valley Road)                             | 1922       | ハドソンバレー   | ハリマン州立公園                 | ハリマン州立公園                 | パリセーズ州間公園委員会 | パリセーズ州間公園委員会 |
|      | セントラル・ウェストチェスター・パークウェイ(Central Westchester Parkway) |            | ハドソンバレー   | ホワイトプレインズ               | ノースキャッスル                 | ウェストチェスター郡     | ウェストチェスター郡     |
|      | ファラガット・パークウェイ(Farragut Parkway)                              |            | ハドソンバレー   | ヘイスティングス・オン・ハドソン | ヘイスティングス・オン・ハドソン | ウェストチェスター郡     | ウェストチェスター郡     |
|      | ファイア・アイランド・ビーチ・ロード(Fire Island Beach Road)              |            | ロングアイランド | ファイアアイランド               | ファイアアイランド               | サフォーク郡             | サフォーク郡             |
|      | メモリアル・パークウェイ(Memorial Parkway)                                |            | モホークヴァレー | ユーティカ                       | ユーティカ                       | ユーティカ               | ユーティカ               |
|      | プレイランド・パークウェイ(Playland Parkway)                              | 1929       | ハドソンバレー   | ハリソン                         | プレイランド                     | ウェストチェスター郡     | ウェストチェスター郡     |
|      | ティオラティ・ブルック・ロード(Tiorati Brook Road)                        |            | ハドソンバレー   | ハリマン州立公園                 | ベア・マウンテン州立公園         | パリセーズ州間公園委員会 | パリセーズ州間公園委員会 |
|      | ヴァンダービルト・モーター・パークウェイ(Vanderbilt Motor Parkway)        |            | ロングアイランド | メルヴィル                       | レイク・ロンコンコマ             | サフォーク郡             | サフォーク郡             |
|      | ウィリアム・フロイド・パークウェイ(William Floyd Parkway)                 |            | ロングアイランド | ファイアアイランド               | ロッキーポイント                 | サフォーク郡             | サフォーク郡             |